# Els Quatre Gats

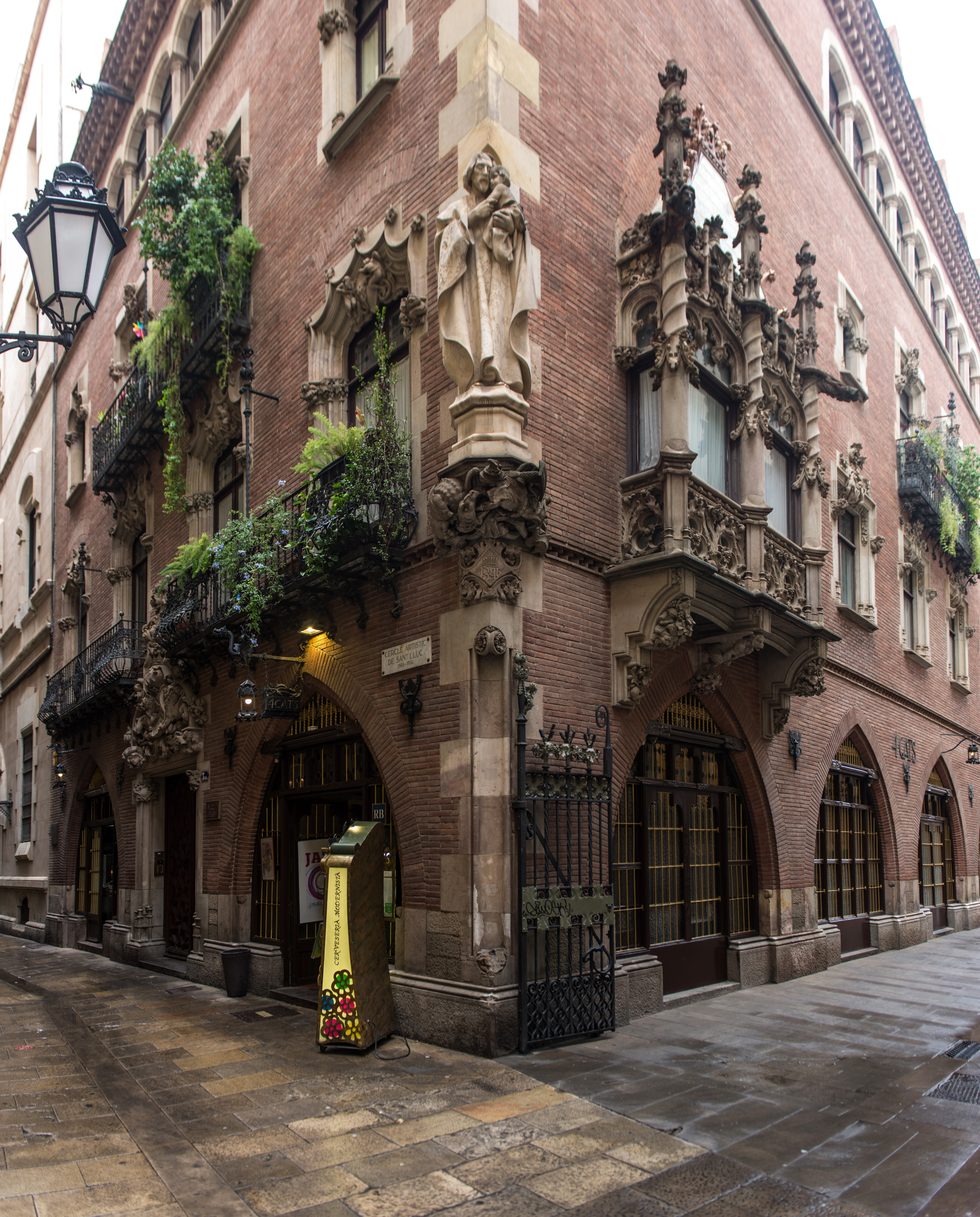
Els Quatre Gats

Els Quatre Gats (traduzido do catalão, "Os quatro gatos") é um bar e restaurante localizado no térreo da Casa Martí (edifício modernista de 1896 de Josep Puig i Cadafalch), na rua do Monte Sião, no Bairro Gótico de Barcelona, na Espanha. Notabilizou-se por ter sido, no final do século XIX e início do século XX, um ponto de encontro dos artistas do modernismo catalão. 

## História
A cervejaria cabaré original foi inaugurada em 14 de junho de 1897. Durante os seis anos em que permaneceu ativa, até 1903, foi um dos núcleos principais do modernismo catalão.
Foi criado e administrado por Pere Romeu i Borràs, um promotor local do esporte, que havia trabalhado como garçom no cabaré Le Chat Noir de Paris. Pere decidiu criar um ambiente vanguardista e boêmio em Barcelona. Os financiadores da nova casa foram os pintores Ramon Casas, Santiago Rusiñol, Pompeu Gener, Joaquín Mir Trinxet e Miquel Utrillo, o dramaturgo Maties Ardèniz e o banqueiro Manuel Girona. O nome da casa era tanto uma referência ao bar Le Chat Noir (traduzido do francês, "O gato negro") de Paris, que inspirava a nova casa, quanto uma piada quanto ao possível escasso número de clientes da nova casa: somente quatro gatos.
Rapidamente, se tornou ponto de encontro de artistas e personagens insólitos, como Santiago Rusiñol, Ramon Casas, Miquel Utrillo, Enric Granados, Isaac Albéniz, Lluís Millet, Antoni Gaudí, e Ricard Opisso, se incorporando à tradição de tertúlias da cidade. No local, foram realizados eventos literários, espetáculos de sombras e marionetes, apresentações musicais informais de Granados, Malats, Albéniz, Darío de Regoyos - que, além de pintor, era guitarrista amador—, Miquel Llobet etc., leituras poéticas e, sobretudo, exposições de arte de Regoyos, Isidre Nonell, Ramon Pichot i Gironès, Xavier Gosé i Rovira, Eveli Torent i Marsans e Picasso. As duas primeiras exposições individuais que aconteceram no local foram em fevereiro e julho de 1900. A exposição de fevereiro também foi a primeira exposição individual que Picasso realizou em sua vida. 
Durante o ano de 1899, foram publicados quinze números da revista Quatre Gats.
Em junho de 1903, o estabelecimento fechou suas portas em função de dívidas. Principalmente porque Pere Romeu não era um homem de negócios, e permitia que seus amigos pagassem preços reduzidos, muitas vezes nem sequer lhes cobrando coisa alguma. Porém a memória da casa permaneceu graças aos esforços de Ramon Casas e Miguel Utrillo, que continuaram editando uma revista literária com o nome da casa por mais cinco anos após o fechamento da mesma.
De 1903 a 1936, o espaço foi sede do Círculo Artístico de São Lucas, uma organização de fomento da atividade cultural e artística com inspiração católica. Curiosamente, uma orientação ideológica oposta ao ambiente modernista libertário que prevalecia anteriormente no Els Quatre Gats. Em 1936, com a eclosão da Guerra Civil Espanhola, o espaço foi fechado.
A partir da década de 1970, sob a direção dos empresários Pere Moto, Ricard Alsina e Ana Verdaguer, voltou a funcionar como bar e restaurante, conservando a decoração, as fotografias e as gravuras da época original. Em 1989, a direção do estabelecimento passou para Josep María Ferré.
O filme de Woody Allen Vicky Cristina Barcelona (2008) teve algumas cenas rodadas no Els Quatre Gats.

## Ligação externa
- site do Els Quatre Gats